# موزه داستان گنجی

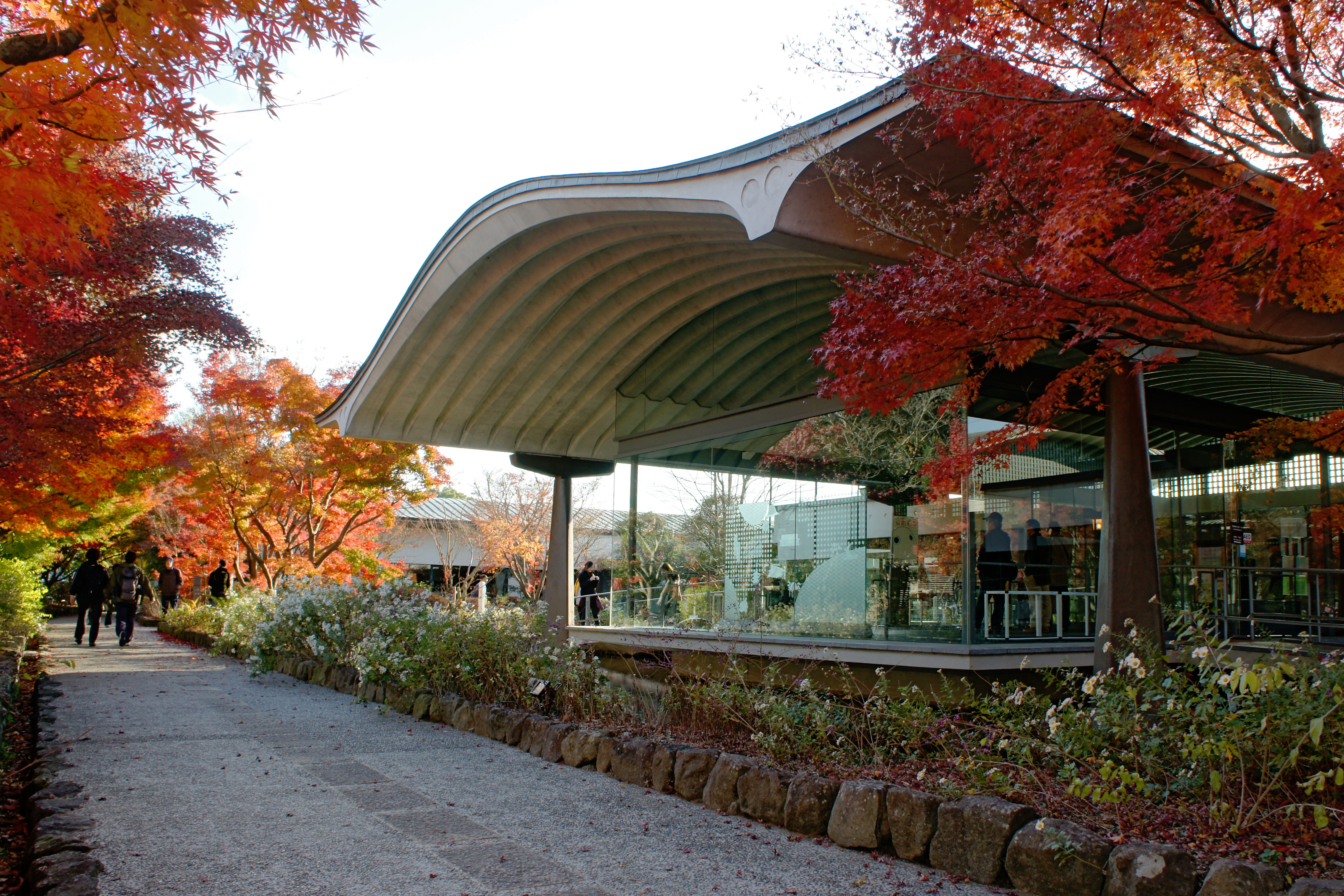
موزه

موزه داستان گنجی (انگلیسی: The Tale of Genji Museum) در اوجی، کیوتو در ژاپن قرار دارد. این موزه رمان کلاسیک ژاپنی اوایل قرن یازدهم داستان گنجی را به نمایش می‌گذارد. تصاویر، مدل‌ها و نمایشگاه‌ها، لباس‌های اشراف و اثاثیه خانه‌ها در دوره هی‌آن نشان داده شده است.
ده فصل آخر داستان گنجی در (اوجی، کیوتو) رخ می‌دهد که قهرمان کتاب آن کائورو گنجی است. داستان این فصول با استفاده از مجموعه ای در اندازه واقعی بازتولید شده است. بازدیدکنندگان با خط داستانی و شخصیت‌های اصلی در اتاق فیلم آشنا می‌شوند.
کتابخانه ای با مجموعه ای از کتاب‌ها در مورد داستان گنجی وجود دارد.
این موزه در سال ۱۹۹۸ افتتاح شد.

## نگارخانه
|  |  |  |  |

|  |  |  |

|  |  |  |